# Johann Houschka
Johann Houschka (21 de outubro de 1914 - 27 de maio de 1983) foi um handebolista de campo austríaco, medalhista olímpico.
Fez parte do elenco vice-campeão olímpico de handebol de campo nas Olimpíadas de Berlim de 1936, atuando em duas partidas.